# ژوپیا
ژوپیا (به پرتغالی: Jupiá) یک منطقهٔ مسکونی در برزیل است که در سانتا کاتارینا واقع شده‌است. ژوپیا ۲٬۰۹۲ نفر جمعیت دارد.